# 아사히 신문

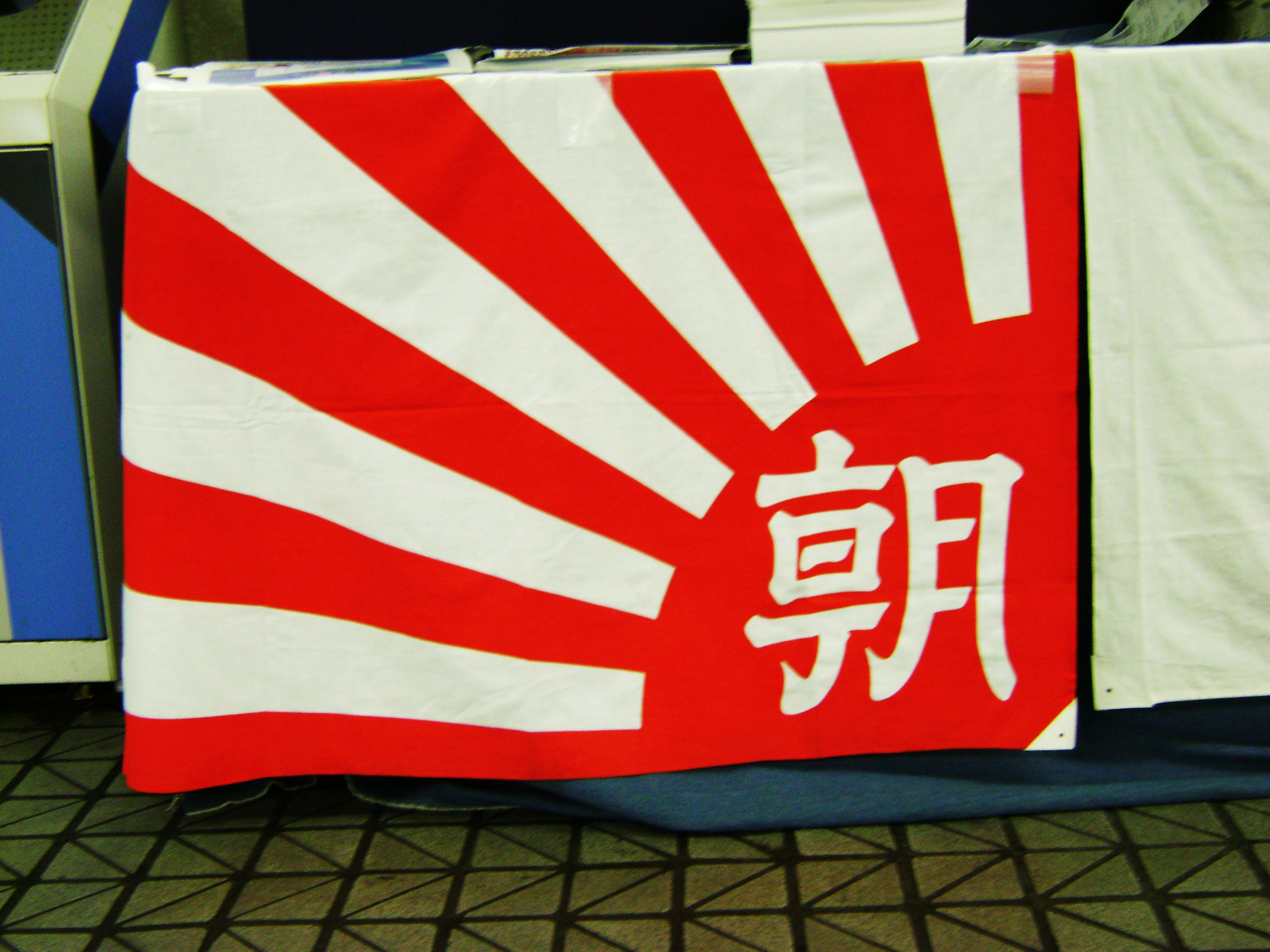
아사히 신문사 깃발

아사히 신문(조일 신문, 문화어: 아사히 신붕, 일본어: 朝日新聞)은 일본의 신문이다. 1879년 오사카에서 창간됐으며, 아사히 신문사가 발행하고 있다. 일본 내에서는 중도좌파적 성향의 언론으로 인식된다.
이 신문은 일본의 3대 신문 중 하나이며, 도쿄와 오사카 등을 비롯한 여러 지역에서 발행되고 있다. 발행 부수는 약 800만부이다.

## 연혁
- 1879년 1월 : 오사카에서 창간.
- 1882년 : 정부와 미쓰이 은행으로부터 경영 자금 원조를 받기 시작.
- 1888년 : 7월 도쿄의 메자마시 신문을 매수해 도쿄 아사히 신문을 창간, 도쿄 진출.
- 1889년 : 오사카 본사 발행 신문을 '오사카 아사히 신문'으로 제목을 고침.
- 1915년 : 오사카 아사히가 석간지 발행 개시. 오사카 아사히가 전국 중등 학교 야구 대회(현 전국 고교 야구 선수권 대회를 개최.
- 1918년 : 백홍 사건
- 1923년 9월 : 관동 대지진때 조선인 폭동의 유언비어 기사를 게재
- 1935년 2월 : 서부 본사 발행 개시.
- 1935년 11월 : 나고야 본사 발행 개시.
- 1936년 2월 26일 :2.26 사건, 반란군이 도쿄 아사히 신문사의 사옥을 습격.
- 1940년 : 오사카 아사히와 도쿄 아사히가 아사히신문으로 표제를 통일.
- 1942년 : 조르게 사건으로 도쿄 본사 정치 경제부장 다나카 지로 (3월 15일), 같은 부원 이소노 키요시(4월 28일)가 체포됨.
- 1950년 9월 27일 : 일본 공산당 간부 이토 률과 단독 회견 기사를 게재. 하지만 나중에 담당 기자에 의해 이토 률과의 기사는 날조된 것으로 드러남.
- 1959년 6월 : 홋카이도 지사 발행 개시.
- 1963년 12월 24일 : 무라야마 사주가 상무 이사이자 도쿄 본사 업무 국장인 나가이 다이조우를 해임. 사내 분쟁 '무라야마 사건'이 시작됨.
- 1980년 11월 : 도쿄 본사가 지요다구 유라쿠초에서 주오구 쓰키지로 이전. 납 활자를 사용하지 않고, 컴퓨터 제작에 의한 신문 제작 시스템 '넬슨'도입.
- 1987년 5월 : 효고현 니시노미야시의 한신 지국에서 기자 살상 사건 발생, '적보대'라고 자칭하는 사람이 자신의 범행이라는 성명을 냄.(이른바 적보대 사건, 미해결 상태로 2003년 공소시효 성립).
- 1988년 6월 : 오사카 본사가 마지막으로 납활자 신문 제작을 중단함. 컴퓨터 신문 제작 시스템 '넬슨'으로 완전 이행.
- 1988년 6월 : 이른바 '리크루트 사건' 특종.
- 1996년 : 서부 본사의 제작(조판 등) 기능이 후쿠오카 본부로 이전.
- 2002년 3월 : 46년간 이어온 일요일판 폐지, 4월부터 새롭게 토요일판 be를 발간.
- 2003년 6월 : 서부 본사, 기타큐슈시 고쿠라키타구 안에서 신축 이전.
- 2004년 1월 1일 : 남극 지국 개설.
- 2005년 4월 1일 : 컴퓨터 제작에 의한 신문 제작 시스템을 '넬슨'에서 신미디어계 시스템으로 이행.
- 2005년 4월 3일 : 일요일판의 부활 격인 'be on Sunday' 창간. 토요일판은 be on Saturday로 제목을 고침.
- 2005년 : 회원제 사이트인 아스파라클럽 시작.
- 2006년 1월 : 아사히 신문 창간 127주년 기념 '저널리스트 선언'이라고 하는 캐치프레이즈를 내세우고 대대적으로 선전.
- 2014년 8월 5일 : 아사히 신문은 독자검증의 결과, 요시다 마사오(吉田 昌郞, 후쿠시마 제1원전 사고 책임자) 증언의 증거가 찾지 않고, 허위라고 인정해 기사를 철회했다. 그러나 독자에게 대한 사죄는 일체 없고, 또, 아사히 신문 사장의 기무라(木村) 다다카즈(伊量)는 사죄를 하지 않을 방침을 밝혔다. 매스 미디어로서의 설명 책임을 수행하지 않고 있는 태도에 대해서, 일본 국내의 매스컴에서 비판이 일어났다.[1][2]
- 2014년 9월 11일 : 아사히 신문이 두 건의 요시다 오보 파문을 일으키고 마는 것에 대해 기무라 다다카즈 아사히 신문 사장이 독자들과 도쿄 전력 관계자들에게 사죄를 드렸다.[3] 기무라 사장은 제2차 세계대전 당시 제주에서 일본군 위안부를 강제 연행했다고 1980년대에 증언했던 요시다 세이지(吉田淸治) 관련 기사를 지난 달 5일 취소한 것도 “정정이 너무 늦어 독자 여러분께 사죄한다”고 밝혔다. 다만 스기우라 이사는 위안부 문제의 근본적인 생각을 질문받자 단호한 어조로 “위안부는 전시 여성인권 문제로 의지에 반해 군 등이 관여한 강제성이 있었다는 것은 사실이라고 생각한다”고 밝혔다.[4]

## 같이 보기
- 주간아사히
- 아사히 신문 디지털